# Hypocosme
Le terme hypocosme désigne un entre-soi où règne la mesquinerie. Ce mot est très peu usité.

## Étymologie
Le nom hypocosme est issu de la contraction du grec ancien hypokrisis (hypocrisie) et κόσμος (monde),

### Autres mots issus du suffixe -cosme
- Microcosme
- Macrocosme
- Mésocosme